# Piggott (Arkansas)
Piggott es una ciudad ubicada en el condado de Clay en el estado estadounidense de Arkansas. En el Censo de 2010 tenía una población de 3849 habitantes y una densidad poblacional de 283,07 personas por km².

## Geografía
Piggott se encuentra ubicada en las coordenadas 36°23′7″N 90°12′6″O / 36.38528, -90.20167. Según la Oficina del Censo de los Estados Unidos, Piggott tiene una superficie total de 13.6 km², de la cual 13.46 km² corresponden a tierra firme y (1.01%) 0.14 km² es agua.

## Demografía
Según el censo de 2010, había 3849 personas residiendo en Piggott. La densidad de población era de 283,07 hab./km². De los 3849 habitantes, Piggott estaba compuesto por el 98% blancos, el 0.44% eran afroamericanos, el 0.08% eran amerindios, el 0.13% eran asiáticos, el 0% eran isleños del Pacífico, el 0.26% eran de otras razas y el 1.09% pertenecían a dos o más razas. Del total de la población el 1.58% eran hispanos o latinos de cualquier raza.